# بلوبند
بلوبند یک روستا در ایران است که در دهستان الویر واقع شده‌است. 
در حال حاضر بلوبند بیش از ۶۰۰ نفر جمعیت دارد. 
در سرشماری سال ۱۳۹۵(۲۰۱۶)حدود ۴۰۰نفر به ثبت رسیده است.

## مزارع روستا
خینک، سیاه کمر، سین جامین، قوتزک و پادروا زیارتگاهی در قسمت شمالی روستای بلوبند واقع شده است. در اینجا مقبره ای است که متعلق به شخصی به نام پیرحیدر می باشد و مردم بلوبند و روستا های اطراف در قدیم به عنوان زیارتگاه باور داشتند.